# Lucia B. Rothman-Denes
Lucia Beatriz Rothman-Denes (* 1943 in Buenos Aires) ist eine argentinisch-US-amerikanische Virologin und Genetikerin an der University of Chicago. Sie ist vor allem für ihre Arbeiten zur Regulation der Transkription während der Infektion von Bakterien mit Bakteriophagen bekannt. Allgemein befasst sie sich mit den Virus-Wirt-Beziehungen während solcher Infektionen.

## Leben und Wirken
Rothman-Denes erwarb 1964 an der Universidad de Buenos Aires ein Licenciado in Chemie und 1967 ebendort bei dem späteren Chemie-Nobelpreisträger Luis Federico Leloir einen Ph.D. in Biochemie. Als Postdoktorandin arbeitete sie am National Institute of Arthritis and Metabolic Diseases, einer Einrichtung der National Institutes of Health, und an der University of Chicago, wo sie seit 1974 zum Lehrkörper gehört. Hier ist sie (Stand 2020) Professorin für Molekulargenetik und Zellbiologie.
Rothman-Denes hat laut Datenbank Scopus einen h-Index von 23 (Stand Dezember 2020).
Sie ist seit 1992 Fellow der American Academy of Microbiology, seit 2000 Fellow der American Association for the Advancement of Science, seit 2001 Mitglied der American Academy of Arts and Sciences und seit 2014 Mitglied der National Academy of Sciences.